# Otto Nikodym
Otto Marcin Nikodým, né le 13 août 1887 à Zabolotiv en Autriche-Hongrie et mort le 4 mai 1974 à Utica dans l'État de New York (États-Unis), est un mathématicien polonais.

## Biographie
Il a fait ses études à l'université de Lviv, l'université de Varsovie et à la Faculté des sciences de Paris. Il a enseigné à l'université de Cracovie, l'université de Varsovie et à l'École des mines et de la métallurgie de Cracovie. Il a rejoint les États-Unis en 1948 pour le Kenyon College.
Nikodým a travaillé dans de nombreux domaines des mathématiques, comme la théorie de la mesure ou la théorie des opérateurs dans un espace de Hilbert. Il a prouvé le cas général du théorème de Radon-Nikodym-Lebesgue en 1930.